# Ammonicera fischeriana
Ammonicera fischeriana é uma espécie de molusco pertencente à família Omalogyridae.
A autoridade científica da espécie é Monterosato, tendo sido descrita no ano de 1869.
Trata-se de uma espécie presente no território português, incluindo a zona económica exclusiva.